# Józef Paulin Sanguszko
Pour les autres membres de la famille, voir Famille Sanguszko.
Józef Paulin Sanguszko (°20 juin 1740 à Kolbuszowa † 12 mai 1781 à Krakovets), prince de la famille Sanguszko, maréchal de la cour de Lituanie (1760), grand maréchal de Lituanie (1768), staroste de Kremenets et Tcherkassy

## Biographie
Il est le fils de Paweł Karol Sanguszko et de Barbara Urszula Dunin

## Mariages et descendance
Il épouse Anna Cetnerówna

## Sources
- VIAF
- Pologne
- NUKAT

- (pl) Cet article est partiellement ou en totalité issu de l’article de Wikipédia en polonais intitulé « Józef Paulin Sanguszko » (voir la liste des auteurs).